# Hugh Laurie
Hugh Laurie (født 11. juni 1959 i Oxford, England) er en engelsk skuespiller, komiker, forfatter og musiker. I Danmark er han mest kendt for sin rolle som Dr. Gregory House i den amerikanske tv-serie House M.D. (2004-2012). Han er den højest lønnede dramaskuespiller i verden[kilde mangler]. Han fik sit gennembrud som den ene halvdel af komikerduoen A Bit Of Fry And Laurie (fra 1982) i samarbejde med Stephen Fry, som han også spillede sammen med i komedieserierne Blackadder (1986-89) og Jeeves and Wooster (1990-93). Han har også spillet en mindre rolle som Dad/far/Mr. Little i børnefilmen 'Stuart Little'. Han spiller den klogeste af de to skurke, der arbejder for Croella De Will i filmen 101 Dalmatinere. Hugh Laurie er også med i et band som hedder "Band from TV". Han er med i filmen Maybe Baby fra 2000, så han var med i den før House. Han er også med i en film sammen med Stephen Fry som hedder Peters Friends.
Han har både en rød og en sort porsche, og ca. 16 motorcykler.
Han har skrevet en bog, som hedder The Gunseller.
Han har sammen med sin kone Jo Green tre børn, som hedder Rebecca, Charlie og Bill.
Hugh Laurie har vundet 2 Golden Globe Awards som bedste skuespiller i en dramaserie, 2007 Screen Actor Guild Award, samt i 2005 en Emmy nominering og Screen Actors Guild nominering i 2006. Han har også vundet i 2005 og 2006 Television Critics Award for Outstanding Skuespiller og 2 Golden Satellite Awards for bedste skuespiller i en tv-drama. Han modtog desuden en MBE i 2007 for sin langvarige medvirken indenfor skuespillerverdenen. Han er også med i en film, som hedder Flight of the Phoenix, som handler om et flystyrt, som han er med i og spiller en ved navn Ian.

## Eksterne links
- Hugh Laurie på Internet Movie Database (engelsk)
- Hugh Laurie på Filmdatabasen
- Hugh Laurie på Scope
- Hugh Laurie på Svensk Filmdatabas (svensk)
- Hugh Laurie på AlloCiné (fransk)
- Hugh Laurie på AllMovie (engelsk)
- Hugh Laurie på Turner Classic Movies (engelsk)
- Hugh Laurie på Rotten Tomatoes (engelsk)
- Hugh Laurie på The Movie Database (engelsk)
- Hugh Laurie på Behind The Voice Actors (engelsk)

- Wikimedia Commons har flere filer relateret til Hugh Laurie